# فهرست سوپرمارکت‌های زنجیره‌ای در ارمنستان
در زیرفهرست سوپرمارکت‌های زنجیره‌ای که در ارمنستان هم‌اکنون فعالیت دارند آورده شده‌است:
| نام              | فروشگاه | نوع فروشگاه | شرکت هلدینگ |
| ---------------- | ------- | ----------- | ----------- |
| کارفور           |         |             | کارفور      |
| گلکسی            |         |             |             |
| اس‌ای‌اس سوپرمارکت |         |             |             |
| استار            |         |             | Star        |
| سوپراستار        |         |             | Star        |
| یروان سیتی       |         |             |             |
| تسیران           |         |             |             |
| نور زووک         |         |             |             |